# 台海出版社
台海出版社是中华人民共和国的一家出版社，成立于1997年，社址位于北京市，由台湾民主自治同盟中央委员会主管主办。